# Xã New Madrid, Quận New Madrid, Missouri
Xã New Madrid (tiếng Anh: New Madrid Township) là một xã thuộc quận New Madrid, tiểu bang Missouri, Hoa Kỳ. Năm 2010, dân số của xã này là 3.778 người.